# Mondoteko
Mondoteko is een bestuurslaag in het regentschap Rembang van de provincie Midden-Java, Indonesië. Mondoteko telt 4042 inwoners (volkstelling 2010).